# Bath y noreste de Somerset
Bath and North East Somerset es una autoridad unitaria ubicada en el condado ceremonial de Somerset (Inglaterra, Reino Unido), y según la Oficina Nacional de Estadística británica, tiene una superficie de 345,68 km².

## Ciudades y pueblos
- Bath 100,575
- Bishop Sutton 1,389
- Chew Magna 1,217
- Chew Stoke 825
- Clutton 1,485
- Compton Martin 525
- East Harptree 663
- Farmborough 926
- Farrington Gurney 933
- Hallatrow 535
- High Littleton 1,623
- Keynsham 16,820
- Midsomer Norton 13,404
- Paulton 6,091
- Peasedown St. John 6,829
- Pensford 897
- Radstock 10,079
- Saltford 4,269
- Temple Cloud 1,369
- Timsbury 2,576
- Wellow 561[4]

## Demografía
Según el censo de 2001, Bath and North East Somerset tenía 169 040 habitantes (48,59% varones, 51,41% mujeres) y una densidad de población de 489,01 hab/km². El 18,23% eran menores de 16 años, el 72,86% tenían entre 16 y 74, y el 8,91% eran mayores de 74. La media de edad era de 39,94 años. 
Según su grupo étnico, el 97,22% de los habitantes eran blancos, el 0,98% mestizos, el 0,54% asiáticos, el 0,46% negros, el 0,51% chinos, y el 0,29% de cualquier otro. La mayor parte (93,54%) eran originarios del Reino Unido. El resto de países europeos englobaban al 2,75% de la población, mientras que el 0,8% había nacido en África, el 1,54% en Asia, el 0,79% en América del Norte, el 0,12% en América del Sur, el 0,43% en Oceanía, y el 0,03% en cualquier otro lugar. El cristianismo era profesado por el 71,02%, el budismo por el 0,33%, el hinduismo por el 0,16%, el judaísmo por el 0,12%, el islam por el 0,39%, el sijismo por el 0,07%, y cualquier otra religión por el 0,36%. El 19,51% no eran religiosos y el 8,03% no marcaron ninguna opción en el censo.
El 44,09% de los habitantes estaban solteros, el 41,41% casados, el 1,47% separados, el 6,33% divorciados y el 6,7% viudos. Había 71 115 hogares con residentes, de los cuales el 30,51% estaban habitados por una sola persona, el 8,26% por padres solteros con o sin hijos dependientes, el 56,92% por parejas (48,17% casadas, 8,75% sin casar) con o sin hijos dependientes, y el 4,31% por múltiples personas. Además, había 1733 hogares sin ocupar y 404 eran alojamientos vacacionales o segundas residencias.